# Richard Smith (1568-1655)
Pour les articles homonymes, voir Richard Smith et Smith.
Richard Smith, né en novembre 1568 à Hanworth en Angleterre et mort le 18 mars 1655 à Paris, est un ecclésiastique catholique anglais qui fut le deuxième vicaire apostolique d'Angleterre, du Pays de Galles et d'Écosse, après le bannissement de l'Église catholique du royaume en 1559. Il était titré évêque in partibus de Chalcédoine (de).

## Biographie
Richard Smith naît dans une famille du Lincolnshire et poursuit ses études au Trinity College d'Oxford, époque où il se convertit au catholicisme de ses ancêtres, puis à Rome au collège anglais en 1586. Il est ordonné prêtre en 1592 et passe les années 1598 à 1603 à Valladolid, où il devient docteur en théologie, et à Séville.
En 1603, il se rend en Angleterre où le catholicisme est officiellement banni depuis 1559, et où le ministère pastoral est passible d'emprisonnement ou de mort. Il est accueilli par la vicomtesse Montagu dont il devient le chapelain et exerce un ministère dans la discrétion dans son château de l'abbaye de Battle. En 1609, il s'installe à Paris où il enseigne au collège d'Arras, spécialement fondé pour la formation des prêtres anglais.
Il est nommé vicaire apostolique d'Angleterre, du Pays de Galles et d'Écosse en 1625 et sacré évêque titulaire de Chalcédoine (de) par le nonce apostolique auprès de la Cour de France, Mgr Bernardino Spada, le 12 janvier 1625. Richard Smith traverse la Manche en avril 1625 et débarque secrètement en Angleterre. Il est accueilli par Lord Montagu dans son château de Turvey dans le Bedfordshire. En 1628, un mandat d'arrêt est lancé contre lui et il est obligé de démissionner en 1631 et de s'enfuir à Paris.
Il fait partie à Paris de la maison du cardinal de Richelieu, jusqu'à sa mort en 1642. Il est nommé abbé commendataire de Charroux. Il s'installe chez les chanoinesses régulières du Latran, dans leur prieuré Notre-Dame-de-Sion (rue des Fossés), qu'il avait contribué à fonder en 1639 avec mère Lettice Mary Tredway (1595-1677), où il meurt en 1655.

## Œuvres
- An answer to T. Bel's late Challenge (1605), contre Thomas Bell;
- The Prudentiall Ballance of Religion, (1609);
- Vita Dominae Magdalenae Montis-Acuti i.e., Vicomtesse Montagu (1609);
- De auctore et essentia protestanticae religionis (1619), traduction anglaise en 1621;
- Collatio doctrinae catholicorum et protestantium (1622), traduction anglaise en 1631;
- Of the distinction of fundamental and not fundamental points of faith (1645);
- Monita quaedam utilia pro Sacerdotibus, Seminaristis, Missionariis Angliae (1647);
- A Treatise of the best kinde of Confessors (1651);
- Of the all-sufficient Eternal Proposer of Matters of Faith (1653);
- Florum Historiae Ecclesiasticae gentis Anglorum libri septem (1654)[2].